# رينزو لوبيز
رينزو لوبيز (بالإسبانية: Renzo López)‏ (16 أبريل 1994 في الأوروغواي - ) هو لاعب كرة قدم أوروغواني في مركز الهجوم. لعب مع نادي راسينغ مونتيفيديو وناسيونال مونتيفيديو ونادي رينتيستاس ونادي الباطن.

## وصلات خارجية
- رينزو لوبيز على موقع رابطة كرة القدم اليابانية للمحترفين (اليابانية)
- رينزو لوبيز على موقع قاعدة بيانات كرة القدم.إي يو (الإنجليزية)
- رينزو لوبيز على موقع Soccerway.com (الإنجليزية)
- رينزو لوبيز على موقع عالم كرة القدم.نت (الإنجليزية)
- رينزو لوبيز على موقع AS.com (الإسبانية)